# Liste von Karstlandschaften
Weltweit existieren Karstlandschaften. Der Begriff Karst (vgl. slowenisch kras, kroatisch krš, serbisch крш, italienisch carso, lateinisch carsus „steiniger und unfruchtbarer Boden“; indoeuropäisch am ehesten*kar- „Stein, Fels“) wurde im 19. Jahrhundert von deutsch schreibenden Geographen von der Landschaft Kras zwischen Triest in Italien und dem Krainer Schneeberg in Slowenien als Typlokalität zur Beschreibung geomorphologisch ähnlicher Landschaften verallgemeinert.

## Europa

### Deutschland
- Fränkische Alb
- Gipskarstgebiet um Bad Segeberg, u. a. Segeberger Kalkberg und Höhle
- Gottesacker
- Harz bei Bad Grund und Rübeland hauptsächlich Kalkstein und am südlichen Rand des Harzes erstreckt sich ein Karstgürtel aus Anhydrit- und Gipskarst der Zechsteinsedimente (Rüdigsdorfer Schweiz)
- Hönnetal
- südlicher Rand des Kyffhäusers
- Paderborner Hochfläche
- Schwäbische Alb (Merokarst)
- Steinernes Meer
- Umrandung des Thüringer Waldes
- Stubnitzer Horst auf Rügen (Feucht- und Trockendolinen über ausgelaugtem Kalk, Kreide)
- Rüdersdorf bei Berlin (isoliertes Muschelkalkvorkommen)

### Estland
- Lahemaa-Nationalpark

### Frankreich
- Jura (Merokarst)
- Vercors
- Chartreuse
- Causses
- Pyrenäen
- Cevennen, teilweise
- Mont Ventoux Département Vaucluse

### Griechenland
- Ionische Inseln (Zakynthos, Kefalonia)
- Nord-Euböa
- Nordöstlicher Peloponnes (u. a. Stymfalia (Ökosystem), Feneos, Tripolis-Plateau, Faulebene -Nestani-Polje-)

### Großbritannien
- Mendip Hills
- Pennines
- Yorkshire Dales
- Ingelborough-Malham, North Yorkshire
- Süd-Wales

### Irland
- Burren im County Clare
- Burren (Cavan) im County Cavan

### Italien
- Italienische Kalkalpen
- Südtiroler Dolomiten
- Sardinien
- Triestiner Karst
- Lessinische Alpen
- Apenninen

### Kroatien
- Dalmatien
- Lika (vorwiegend grüner Karst mit Dolinen-„Kraterlandschaft“)
- Gorski Kotar (grüner Karst)
- Kvarner-Bucht (vorwiegend grüner Karst)
- Kroatische Inseln

### Montenegro
- Bucht von Kotor (ertrunkenes Karst-Flusstal)
- Orjen (mediterraner Hyper- oder Holokarst)

### Österreich
- Dachsteingebirge
- Drusenfluh – Sulzfluh (Rätikon)
- Dürrenstein
- Glocknergruppe – Kitzsteinhorn
- Göllstock
- Gottesacker
- Grazer Paläozoikum
- Hagengebirge
- Hochkönig
- Hochschwab
- Hochobir
- Höllengebirge
- Gailtaler Alpen
- Grazer Bergland
- Karawanken
- Karnische Alpen
- Loferer Steinberge
- Leoganger Steinberge
- Lechquellengebirge
- Osterhorngruppe
- Radstädter Tauern
- Rax
- Schneeberg
- Steinernes Meer
- Tennengebirge
- Totes Gebirge
- Tuxer Alpen
- Warscheneck

### Portugal
- Maciço Calcário do Algarve Central
- Maciço Calcário Estremenho

### Schweiz
- Brislach – Allmet
- Churfirsten – Säntis
- Falknis – Drusenfluh – Sulzfluh (Rätikongebirge)
- Hohgant – Schrattenfluh mit der Siebenhengste-Hohgant-Höhle
- Lapis de Tsanfleuron (Gletschervorfeld des Tsanfleurongletschers)
- Sägistal – Bättenalp – Gießbachtal – Axalp
- Silberen – Bödmerenwald mit dem Hölloch, der längsten Höhle Europas und der zehntlängsten Höhle der Erde (Stand 2020: 205 km)
- Schweizer Jura (Merokarst)
- Stockhornkette-Sanetschgebiet
- Tour d’Aï

### Schweden
- Alvar: Insel Öland, in kleinerem Umfang auch Insel Gotland

### Slowakei
- Slowakischer Karst – davon wurden folgende Karsthöhlen von der UNESCO zum Weltnaturerbe ernannt: Gombasecká jaskyňa (Gombeseker Höhle), Jasovská jaskyňa (Jossauer Höhle), Jaskyňa Domica (Domica-Höhle) und Ochtinská aragonitová jaskyňa (Ochtinaer Aragonithöhle)
- Aggteleker Karst (Anteil am ungarischen Gebiet)

### Slowenien
- Birnbaumer Wald
- Cerkniško jezero
- Krainer Schneeberg
- Logatec Polje
- Nanos
- Planinsko polje
- Rakov Škocjan
- Ternowaner Wald

### Spanien
- El Torcal
- Picos de Europa
- Pyrenäen
- Mallorca
- Sierra Nevada
- Sierra de Atapuerca
- Kantabrisches Gebirge

### Tschechien
- Mährischer Karst

### Ukraine
- Podolien (Gipskarst)
- Bukowina (Gipskarst)
- Krim

### Ungarn

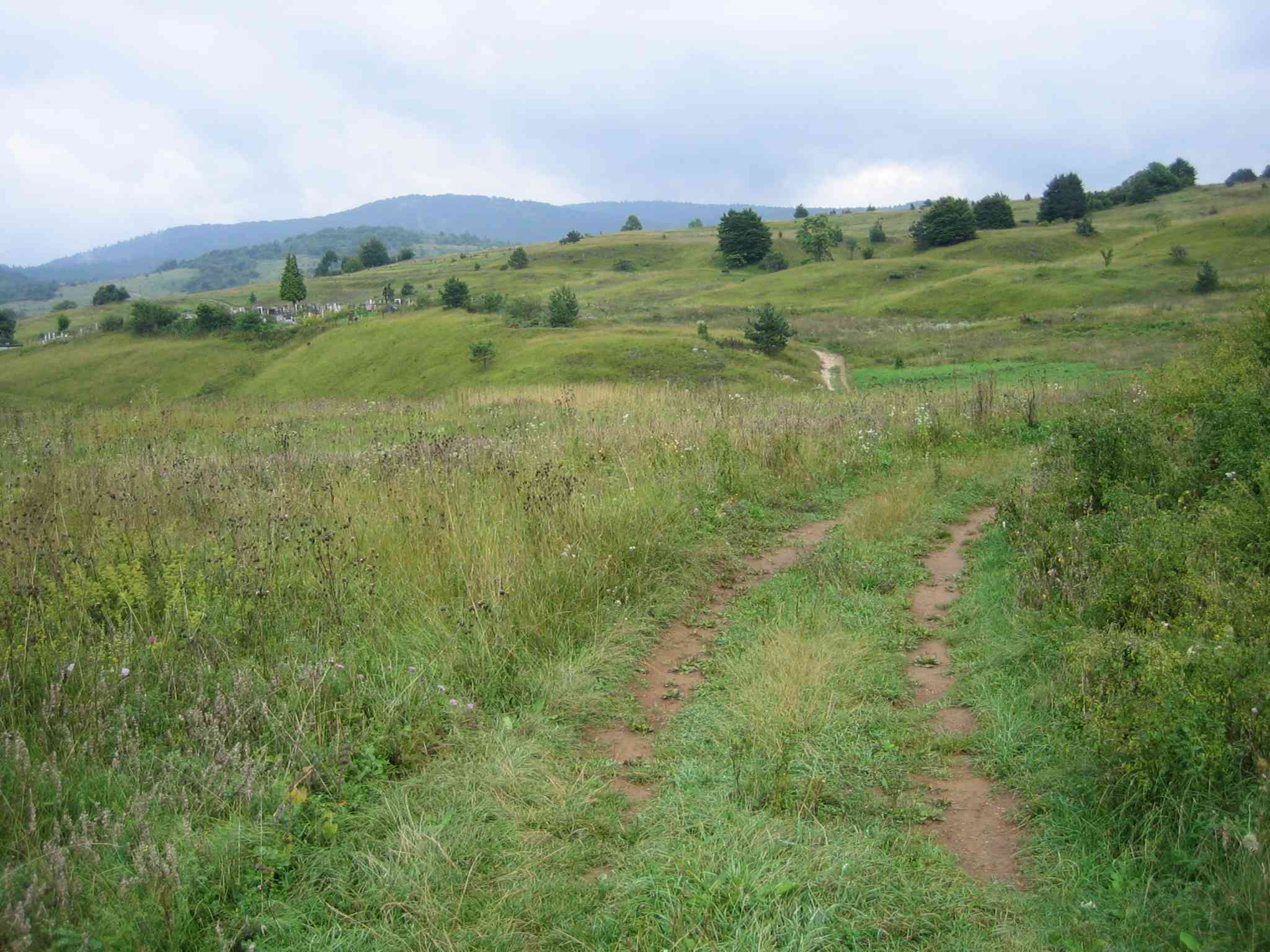
Einsturzkrater-Karstlandschaft in der Lika

- Aggteleker Karst

## Asien
- Papua-Neuguinea

### China
- Guilin (Li-Fluss) (Turmkarst, Fengkong und Fengling)
- Shilin-Steinwald

### Georgien
- Kaukasus

### Indonesien
- Sarawak
- Borneo
- Celebes
- Java
- Sumatra

### Iran
- Zagros-Gebirge

### Japan
- Akiyoshi-Plateau (Honshū)

### Russland (asiatischer Teil)
- Uralgebirge
- Baikal-Region
- Kaukasus

### Tadschikistan
- Alai-Gebirge

### Turkmenistan
- Großer Balkan

### Türkei
- Taurus-Gebirge

### Vietnam
- Halong-Bucht (vom Meer überfluteter Kegelkarst)
- Ninh Bình (Kegelkarst)

## Afrika

### Marokko
- Atlas-Gebirge

## Amerika
- Bahamas
- Jamaika (Cockpit-Karst)
- Kuba
- Puerto Rico
- Venezuela
- Peru

### Guatemala
- Peten Plateau

### Mexiko
- Yukatan
- Chiapas

### USA
- Pecos Valley – Guadalupe Mountain (New Mexico) mit Carlsbad Caverns und Lechuguilla-Höhle
- Kaibab Plateau (Grand Canyon)
- Ozark Mountains
- Indiana
- Kentucky
- Atlantische Küstenebene
- Florida
- Black Hills (Dakota)
- Appalachen
- Colorado-Plateau
- Nord-Texas
- Nordwest-Texas

### Kanada
- Niagara-Schichtstufe
- Alvar: die Bruce-Halbinsel in Ontario

## Australien und Ozeanien

### Australien
- Mole-Creek-Karst-Nationalpark
- Nullarbor-Ebene
- Purnululu-Nationalpark

### Neuseeland
- Paparoa-Nationalpark